# Bukovščica
Bukovščica este o localitate din comuna Škofja Loka, Slovenia, cu o populație de 139 de locuitori.